# Rainier Lanselle
Rainier Lanselle est un sinologue français, né le 11 mai 1962,.

## Biographie
Rainier Lanselle est maître de conférences en études chinoises à l'Université Paris-Diderot (UFR Langues et civilisations d'Asie orientale) de 2000 à 2015, directeur d’études à l'École pratique des hautes études (EPHE) et directeur adjoint, puis directeur du Centre de recherche sur les civilisations de l’Asie orientale (CRCAO) de 2014 à 2018.
Il a obtenu son doctorat avec une thèse intitulée Jin Shengtan (1608-1661) et le commentaire du Pavillon de l’ouest, lecture et interprétation dans une poétique de l’indirect, soutenue sous la direction de François Jullien à l'Université Paris-Diderot en 1999.
Également psychanalyste depuis 2010, il s'intéresse aux questions liées à la diffusion de la psychanalyse dans la Chine d'aujourd'hui. Il est membre de l'association Psychanalyse en Chine.

## Publications
- 實甫 王, Le Pavillon de l'ouest, Xixiang ji 西廂記, Les Belles Lettres, LXXXII + 406 pages, 2015.
- Pu Songling, Trois Contes étranges, PUF, 120 + 22 pages, 2009.
- Jacques Lacan, Le Stade du miroir comme formateur de la fonction du Je : Jingqian qi youru wo de gongneng zhi xingcheng「镜前」期犹如「我」的功能之形成, Erik Porge, Rainier Lanselle, Qi Chong, Association Psychanalyse en Chine, 2009.
- Le Sujet derrière la muraille : à propos de la question des deux langages dans la tradition chinoise, Erès, 2004.
- Le poisson de jade et l'épingle au phénix, conte chinois du XVIIème siècle, Gallimard, 105 pages, 2003.
- [Zhuoyuanting Zhuren 酌元亭主人], Le cheval de jade, quatre contes chinois du XVIIème siècle, (Zhao shi bei 照世盃), Philippe Picquier, 1999.
- Jin Shengtan (1608-1661) et le commentaire du Pavillon de l'ouest : lecture et interprétation dans une poétique de l'indirect, thèse de doctorat sous la direction de François Jullien, 1999
- Spectacles curieux d'aujourd'hui et d'autrefois, Gallimard, LXI + 2104 pages, 1996.
- Le poisson de jade et l'épingle au phénix, douze contes chinois du XVIIème siècle, Gallimard, 457 pages, 1991.
- Le poisson de jade et l'épingle au phénix, douze contes chinois du XVIIème siècle, Gallimard, 457 pages, 1987.